# Girolamo Alessandro Biaggi
Girolamo Alessandro Biaggi (Calcio, Bèrgam, 21 de març, 1819 - Florència, Toscana,
21 de març, 1897) fou un escriptor, critic i compositor italià.
Estudià composició i violí en el conservatori de Milà, i fou professor de l'Institut Reial de Música de Florència, redactor i col·laborador de diversos diaris i revistes i de la Nova antologia; director de l’Italia musicale, a Milà, i de La Nazione a Florència.
El 1848 ocupà la secretaria del govern provisional que s'havia establert a Milà. Com a crític, malgrat la gran erudició i del lloc distingit que ocupà en tal concepte entre els musicògrafs italians, s'ha de convenir que no estava a l'altura dels temps moderns, ja que les obres de Rossini li semblaven estar ja en el límit màxim de la ciència i de la gosadia en la composició.
És autor de l'òpera Mastino della Scala i dels llibres: La riforma melodrammatica fiorentina, Della música religiosa e delle questioni inerenti (1857). Vita di Giouchino Rossini i un Diccionario de música.